# María Esther Aguilar Cansimbe
María Esther Aguilar Cansimbe  fue una periodista mexicana desaparecida el 11 de noviembre de 2009, trabajaba para El Diario de Zamora y El Cambio de Michoacán en Michoacán, México. Aunque se desconoce si su desaparición está relacionada con su cobertura de la guerra contra el narcotráfico en México, Article 19 y Reporteros Sin Fronteras, dos organizaciones internacionales que abogan por la libertad de prensa, han clasificado su desaparición como un acto de desaparición forzada. Es uno de los cuatro periodistas (y la única mujer) desaparecidos entre 2006 y 2010 en el estado de Michoacán, donde comenzó la guerra contra las drogas.

## Biografía

### Vida privada
María Esther Aguilar Cansimbe vivía en la ciudad de Zamora, Michoacán, México. Estaba casada con David Silva, exdirector de seguridad pública de Jacona, y tenía dos hijas de once y trece años de edad.

### Carrera
Trabajaba como reportera policial para El Diario de Zamora, propiedad de Organización Editorial Mexicana, y era la corresponsal en Zamora para El Cambio de Michoacán, un periódico de Morelia, capital del estado de Michoacán. Fue periodista durante 10 años y reportera policial durante 4, por su trabajo frecuentemente le tocó lidiar con el hampa y con la corrupción del gobierno local. En los meses previos a su desaparición había informado sobre militares y policías corruptos que trabajaban en conjunto con grupos criminales locales y sobre el encarcelamiento de varios miembros de un cártel mexicano conocido como La Familia Michoacana.

### Desaparición
Aguilar desapareció el 11 de noviembre de 2009, salió de su casa en Zamora después de recibir una llamada telefónica de origen desconocido y nadie volvió a saber de ella. Las llamadas a su teléfono celular no obtuvieron respuesta. Días antes de su desaparición había publicado una historia sobre la detención de un traficante de drogas local.
Después de 72 horas su familia la reportó como desaparecida ante las autoridades. Mientras que otros periodistas habían dejado de lado sus investigaciones, ya sea porque habían sido sobornados por funcionarios de gobierno y traficantes de drogas o porque habían sido intimidados, Aguilar continuó escribiendo sus artículos.

## Impacto
Aguilar es una de los treinta y dos escritores que han sido asesinados o declarados desaparecidos después de cubrir el tráfico de drogas en México. Su caso se clasificó como desaparición forzada y, como otras por el estilo, provocó protestas de muchas organizaciones de libertad de prensa. Estos casos están cubiertos por la Convención Internacional para la protección de todas las personas contra las desapariciones forzadas aprobada por la Asamblea General de las Naciones Unidas. La convención fue ratificada por 26 de 91 Naciones.
Es uno de los cuatro periodistas de Michoacán (y la única mujer) que han sido asesinados o se han reportado como desaparecidos en ese estado mexicano. Antes de la desaparición de Aguilar, José Antonio García Apac desapareció el 20 de noviembre de 2006 y Mauricio Estrada Zamora desapareció el 12 de febrero de 2008. Cinco meses después de la desaparición de Aguilar, desapareció Ramón Ángeles Zalpa, que también trabajaba para El Cambio de Michoacán.

## Reacciones
Durante la semana siguiente a la desaparición de Aguilar, el Comité para la Protección de los Periodistas contactó a las autoridades pidiendo su ayuda para localizarla de forma segura. Algunos periodistas que habían trabajado con ella afirmaron que su desaparición estaba relacionada directamente con su trabajo. Jesús Montejano Ramírez, fiscal de la localidad, informó al periódico Milenio que se estaba llevando a cabo una investigación, pero que no podía revelar los nombres de los sospechosos potenciales. La oficina de la fiscalía especial para delitos contra periodistas, que depende de la fiscalía federal, se hizo cargo de la investigación.